# Бранкун
Бранкун (фр. Branscourt) насеље је и општина у североисточној Француској у региону Шампањ-Арден, у департману Марна која припада префектури Ремс.
По подацима из 2011. године у општини је живело 259 становника, а густина насељености је износила 69,62 становника/km². Општина се простире на површини од 3,72 km². Налази се на средњој надморској висини од 81 метар.

## Демографија
| 1962. | 1968. | 1975. | 1982. | 1990. | 1999. | 2011. |
| ----- | ----- | ----- | ----- | ----- | ----- | ----- |
| 170   | 173   | 146   | 158   | 231   | 260   | 259   |

График промене броја становника у току последњих година